# Corallicythere arcanis
Corallicythere arcanis is een mosselkreeftjessoort uit de familie van de Cytherideidae. De wetenschappelijke naam van de soort is voor het eerst geldig gepubliceerd in 1991 door Behrens.